# Onthophagus mirabilis
Onthophagus mirabilis é uma espécie de inseto do género Onthophagus, família Scarabaeidae, ordem Coleoptera.

## História
Foi descrita cientificamente por Bates em 1887.